# Svetozar Vukmanović-Tempo

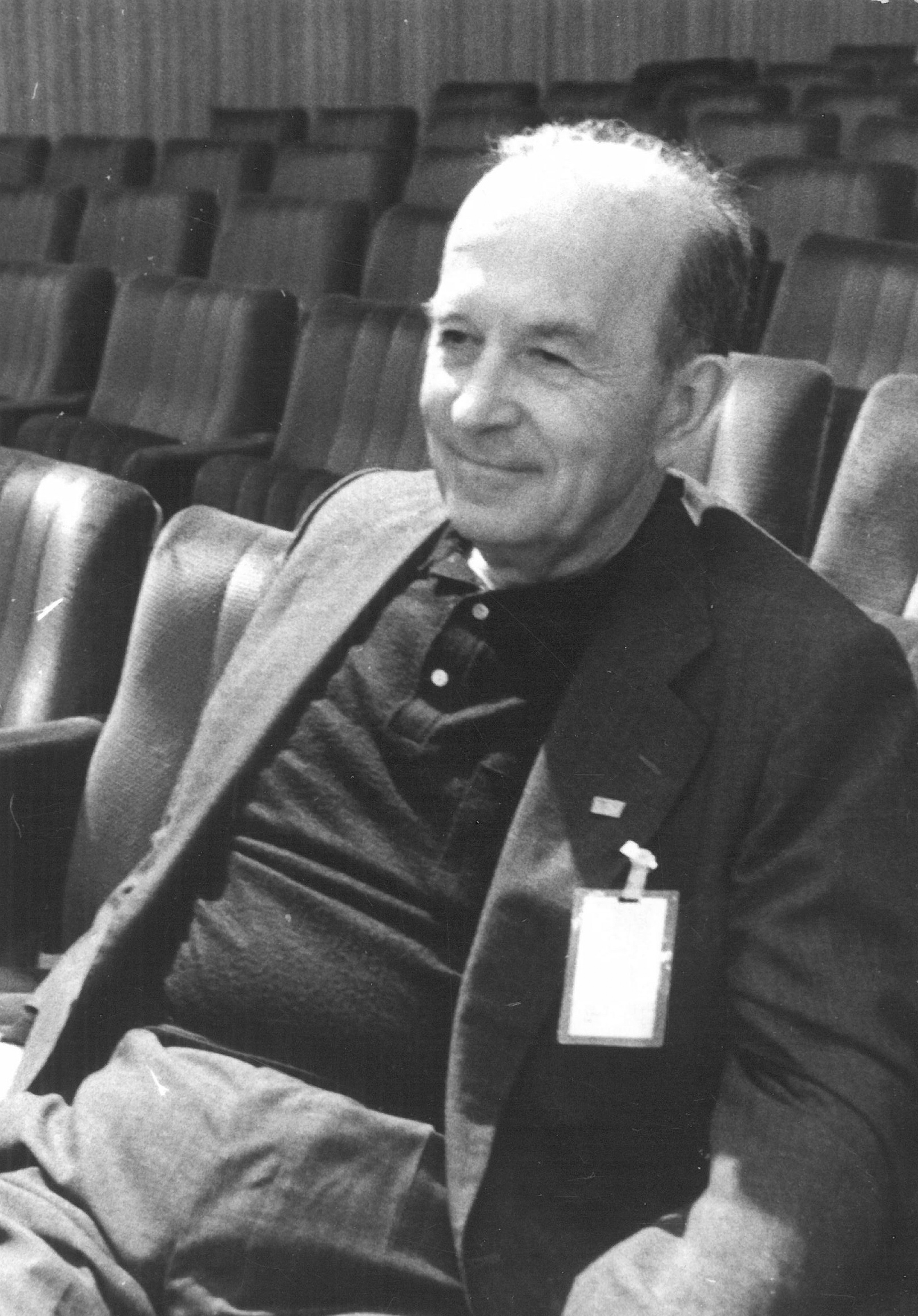
Svetozar Vukmanović-Tempo

Svetozar Vukmanović-Tempo (serbisch-kyrillisch Светозар Вукмановић; * 3. August 1912; † 6. Dezember 2000 in Reževići) war ein jugoslawischer Politiker.
Vukmanović, als Sohn eines montenegrinischen Bergbauern geboren, schloss sich, während seines Jurastudiums an der Universität Belgrad, der kommunistischen Studentenbewegung an und wurde einer ihrer Funktionäre.
Nach dem Abschluss seines Studiums im Jahre 1937 widmete er sich der Arbeit für die im Königreich Jugoslawien verbotene Kommunistische Partei und wurde 1940 ins Zentralkomitee gewählt. Nach dem Einmarsch der deutschen und italienischen Truppen im Frühjahr 1941 wurde Vukmanović, der jetzt von Tito den Tarnnamen Tempo erhielt, Leiter der Parteitechnik und Mitglied des militärischen Parteistabs. 1941/42 Kommandant der Volksbefreiungsarmee für Bosnien und die Herzegowina, ging Tempo Ende 1942 als Partisanenchef nach Mazedonien.
In den Nachkriegsjahren war Vukmanović-Tempo zunächst stellvertretender Verteidigungsminister und oberster Politoffizier der jugoslawischen Armee (bis 1948), bekleidete anschließend wichtige Posten in der Bundesregierung, deren Vizepräsident er zwischen 1953 und 1958 war. Anschließend leitete er (bis 1967) die jugoslawischen Gewerkschaften. Der engsten Parteiführung gehörte er als Präsidiumsmitglied bis 1969 an.

## Werke
- Mein Weg mit Tito. Ein Revolutionär erinnert sich. München 1972